# Пертузумаб
Пертузумаб (англ. Pertuzumab, лат. Pertuzumabum) — синтетичний препарат, який є генно-інженерним моноклональним антитілом до рецептора 2 епідермального фактора росту людини (HER2). Пертузумаб застосовується виключно внутрішньовенно. Пертузумаб розроблений у лабораторії компанії «Genentech», яка є підрозділом компанії «Roche», та застосовується у клінічній практиці з 2012 року.

## Фармакологічні властивості
Пертузумаб — синтетичний лікарський препарат, який є генно-інженерним рекомбінантним гуманізованим (від миші) моноклональним антитілом до епідермального фактору росту людини (HER2). Механізм дії препарату полягає у зв'язуванні з позаклітинним доменом ІІ HER2, та блокує його димеризацію з іншими HER-рецепторами. Оскільки HER-рецептори є активними лише у формі димерів, застосування пертузумабу призводить до інгібування фактору росту та блокування проліферації пухлинних клітин, а в подальшому до руйнування пухлинних клітин. Пертузумаб також активує антитілозалежну клітинну токсичність, що також призводить до лізису пухлинних клітин. Оскільки пертузумаб та інше моноклональне антитіло трастузумаб, яке також блокує рецептори HER2, мають різні точки прикладання на рецепторі епідермального фактору росту, то одночасне застосування цих двох моноклональних антитіл значно підвищує ефективність лікування, а також може допомогти у подоланні резистентності пухлин до трастузумабу. Пертузумаб застосовується переважно в комбінації з трастузумабом і доцетакселом для лікування метастатичного раку молочної залози. При проведенні клінічних досліджень комбінація пертузумабу, трастузумабу і доцетакселу була значно ефективнішою в лікуванні раку молочної залози, чим застосування лише трастузумабу з доцетакселом.

### Фармакокінетика
Пертузумаб швидко розподіляється в організмі після ін'єкції, максимальна концентрація досягається відразу після внутрішньовенного введення препарату. Біодоступність препарату становить 100 %. Метаболізм пертузумабу не досліджений. Препарат не проникає через гематоенцефалічний бар'єр, проникає через плацентарний бар'єр та виділяється в грудне молоко. Шляхи виведення пертузумабу з організму не встановлені. Період напіввиведення препарату з організму становить у середньому 18 діб, і цей час не змінюється при печінковій та нирковій недостатності.

## Покази до застосування
Пертузумаб застосовують при метастатичному або місцево рецидивуючому раку молочної залози із підвищеною експресією HER2 при неефективності попереднього лікування або при рецидиві хвороби у комбінації з трастузумабом і доцетакселом.

## Побічна дія
Пертузумаб переважно добре переноситься хворими, найчастішими побічними ефектами при застосуванні препарату є шкірний висип, діарея, запалення слизових оболонок травного тракту, сухість шкіри, фебрильна нейтропенія, нудота, блювання, загальна слабкість. Ймовірним важким побічним ефектом перетузумабу є зниження фракції викиду лівого шлуночка та розвиток унаслідок цього систолічної дисфункції лівого шлуночка. Іншими побічними ефектами препарату є:
- Алергічні реакції та з боку шкірних покривів — гарячка, алопеція, порушення структури нігтів, свербіж шкіри, пароніхій, анафілактичні реакції.
- З боку травної системи — запор, диспепсія, зниження апетиту, стоматит, спотворення смаку.
- З боку нервової системи — головний біль, запаморочення, безсоння, периферична нейропатія, підвищена сльозотеча.
- З боку дихальної системи — кашель, задишка, плевральний випіт, інтерстиційне захворювання легень.
- З боку опорно-рухового апарату — артралгії, міалгії.
- З боку серцево-судинної системи — застійна серцева недостатність.
- Зміни в лабораторних аналізах — анемія, лейкопенія,нейтропенія.
- Інші побічні ефекти — збільшення частоти інфекційних захворювань (зокрема інфекції верхніх дихальних шляхів), реакції в місці введення препарату.

## Протипоказання
Пертузумаб протипоказаний до застосування при підвищеній чутливості до препарату, зниженні фракції викиду лівого шлуночка, важких захворюваннях серцево-судинної системи, попередньому лікуваннями похідними антрацикліну, порушеннях функції печінки, вагітності та годуванні грудьми, особам віком до 18 років.

## Форми випуску
Пертузумаб випускається у вигляді концентрату для приготування розчину для інфузій у флаконах по 14 мл із вмістом діючої речовини 420 мг. Пертузумаб випускається у вигляді комбінованого препарату разом із трастузумабом під торговою назвою «Бейодайм».